# Blaesoxipha spaniola
Blaesoxipha spaniola is een vliegensoort uit de familie van de dambordvliegen (Sarcophagidae). De wetenschappelijke naam van de soort is voor het eerst geldig gepubliceerd in 2001 door Lehrer & Martinez-Sanchez.